# مايج هيندل
مايج هيندل (بالإنجليزية: Madge Hindle)‏ هي ممثلة بريطانية، ولدت في 19 مايو 1938 في بلاكبرن في المملكة المتحدة.

## وصلات خارجية
- مايج هيندل على موقع IMDb (الإنجليزية)
- مايج هيندل على موقع قاعدة بيانات الفيلم (الإنجليزية)
- مايج هيندل على موقع كينوبويسك (الروسية)